# Легислатура Айдахо
Легислатура Айда́хо (англ. Idaho Legislature) — законодательное собрание штата Айдахо. Легислатура состоит из верхней и нижней палаты: Сената и Палаты представителей соответственно. В состав Сената Айдахо входит 35 сенаторов, избираемых из 35 округов. Палата представителей Айдахо состоит из 70 представителей, выбираемых из тех же 35 избирательных округов, по двое из каждого округа. Члены обеих палат могут избираться на неограниченное количество сроков.
Избирательные округа для нижней и верхней палат законодательного собрания совпадают лишь в семи штатах США: в Айдахо, Аризоне, Мэриленде, Нью-Джерси, Северной Дакоте, Южной Дакоте и Вашингтоне. По данным на 2010 год в каждом избирательном округе Айдахо проживало приблизительно 44 788 человек.

## Выборы
Члены законодательного собрания изначально избирались по административным округам штата. С недавнего времени выборы начали проводиться по избирательным округам, равномерно распределённым по численности населения. На сегодняшний день существует 35 избирательных округов. Некоторые округа включают в себя несколько административных округов, тогда как некоторые расположены в границах одного округа. Так, в границах крупнейшего по численности округа Эйда расположено сразу восемь избирательных округов. Все 105 членов избираются каждые два года в общенациональный день выборов в начале ноября. Избирательные округа переназначаются каждые 10 лет. В 1980-х годах избиратели выбирали членов законодательного собрания из двух округов: из местного округа из бо́льшего округа, порой представлявшего собой целый регион штата. В последний раз выборы по таким округам проводились в 1990 году, после чего были отменены конституцией штата.

## Нынешний состав
На сегодняшний день большинство в обеих палатах законодательного собрания представлено Республиканской партией. Так, Сенат представлен семью демократами и двадцатью восемью республиканцами, а Палата представителей — одиннадцатью демократами и пятьюдесятью девятью республиканцами.

## Место и время заседаний

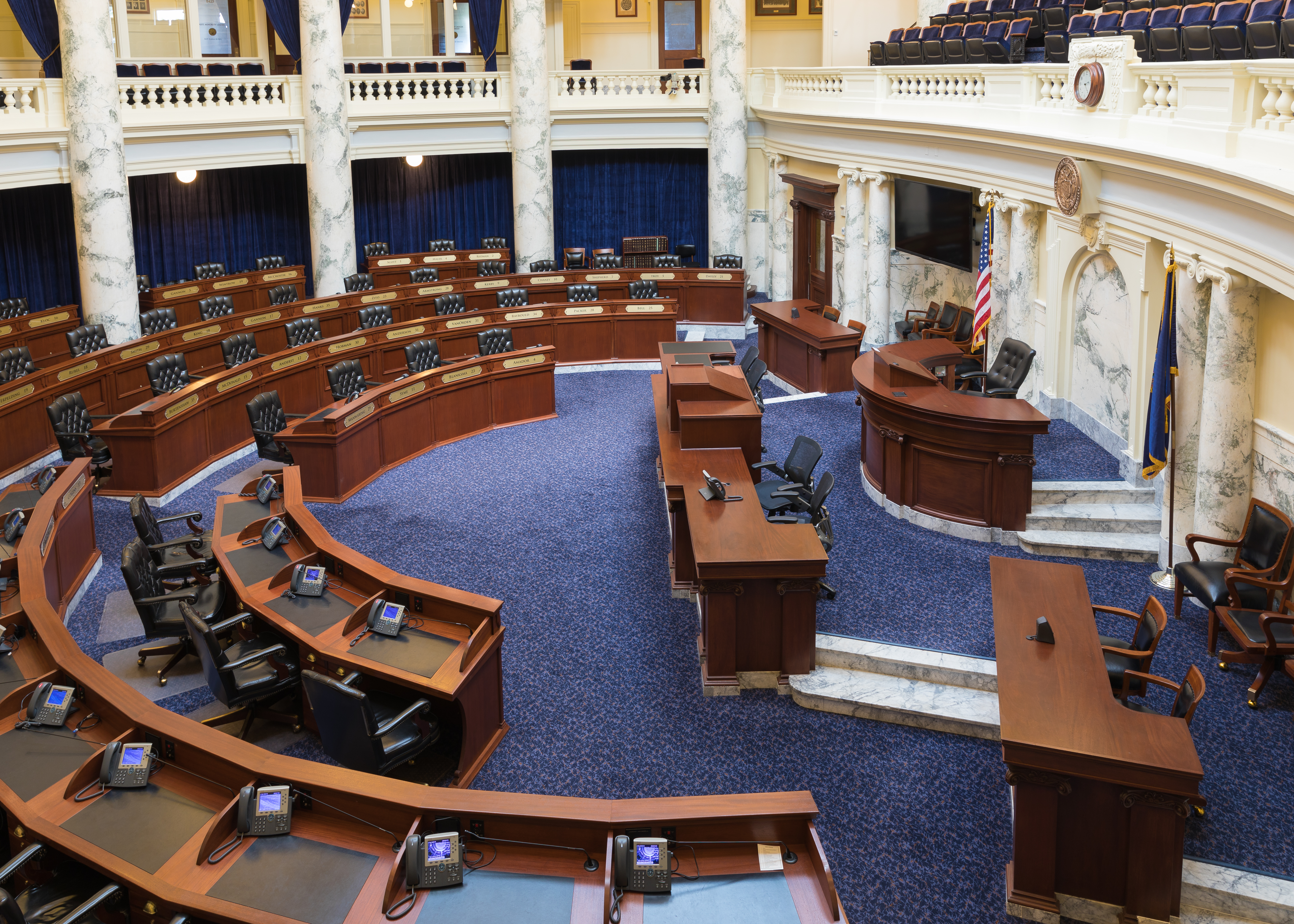
Зал Палаты представителей (2018)

Легислатура обычно собирается в капитолии штата Айдахо в центральной части столицы штата Бойсе. Сессии проводятся ежегодно в период с января до середины марта, хотя были случаи, когда они затягивались и до мая. Губернатор Айдахо обладает полномочиями продлить сессию на неограниченное время.
Комиссия капитолия штата Айдахо была создана губернатором Филом Баттом в 1998 году. Начиная с 2007 года, она играла ведущую роль в реконструкции здания капитолия. Сессии легислатуры Айдахо 2008 и 2009 годов проходили в переоборудованных залах суда в округе Эйда. 9 января 2010 года здание капитолия возобновило свою работу.